# Aster Mamo
Aster Mamo là đại sứ của Ethiopia tại Canada kể từ tháng 1 năm 2018.
Trước đó, bà đã từng là người đứng đầu chính phủ của Chính phủ Ethiopia từ 2014-2015  và là thành viên của Ủy ban Trung ương của Tổ chức Dân chủ Nhân dân Oromo (OPDO) cho đến năm 2016. Bà cũng đã từng là người của Ethiopia Bộ trưởng Thanh niên và Thể thao từ năm 2005 2015.
Vào ngày 8 tháng 4 năm 2014, bà được bổ nhiệm làm Phó Thủ tướng thứ 2 và Bộ trưởng Bộ Dịch vụ Dân sự, kế nhiệm Muktar Kedir trong vai trò đó. Vào tháng 10 năm 2016, cả hai chức vụ của bà là Phó Thủ tướng thứ 2 và Bộ trưởng Bộ Dịch vụ Dân sự đều bị bãi bỏ và bà rời vị trí của mình sau khi từ chức Ủy viên Trung ương của OPDO.
Vào tháng 1 năm 2018, bà trở thành đại sứ mới tại Canada.